# Maurice de Noisay
Maurice de Noisay (né Pagnier le 25 novembre 1886 à Noisy-le-Grand et mort le 28 décembre 1942 à Ivry-sur-Seine) est un poète français.

## Biographie
Il fut selon l'expression du critique Henri Clouard, « le plus dandy des transfuges » passant du symbolisme au néo-classicisme. Ses recueils de vers (L'Âme en route en 1905, Les douze flèches d'Éros en 1912) témoignent de cette évolution vers une création qui s'exprime dans une langue parfaite et qui discipline les sentiments.
Il collabora à de nombreuses revues politiques et littéraires du début du XXe siècle, parmi lesquels Akademos d'Adelswärd-Fersen, Les Guêpes de Jean-Marc Bernard et la Revue critique des idées et des livres de Jean Rivain et Eugène Marsan. Proche de Charles Maurras et des idées de l'Action française, il s'est tu après la Première Guerre mondiale, au grand regret des amateurs de fier langage et de sentiments pensés.
Il est inhumé dans la chapelle Leblond-Pagnier au cimetière du Père-Lachaise (56e division).

## Œuvres principales
- L'Âme en route (1905)
- Les Douze flèches d'Eros (1912)
- Essai sur les courses de chevaux en France (NRF, 1921)
- Élégies de la guerre et de la paix (Cité du Livre, 1926)
- Le Triomphe du maigre (Ferneczy, 1926)